# (5437) 1990 DU3
(5437) 1990 DU3 (1990 DU3, 1981 WT4, 1991 PG8) — астероїд головного поясу, відкритий 26 лютого 1990 року.
Тіссеранів параметр щодо Юпітера — 3,576.